# 城市規劃委員會 (香港)

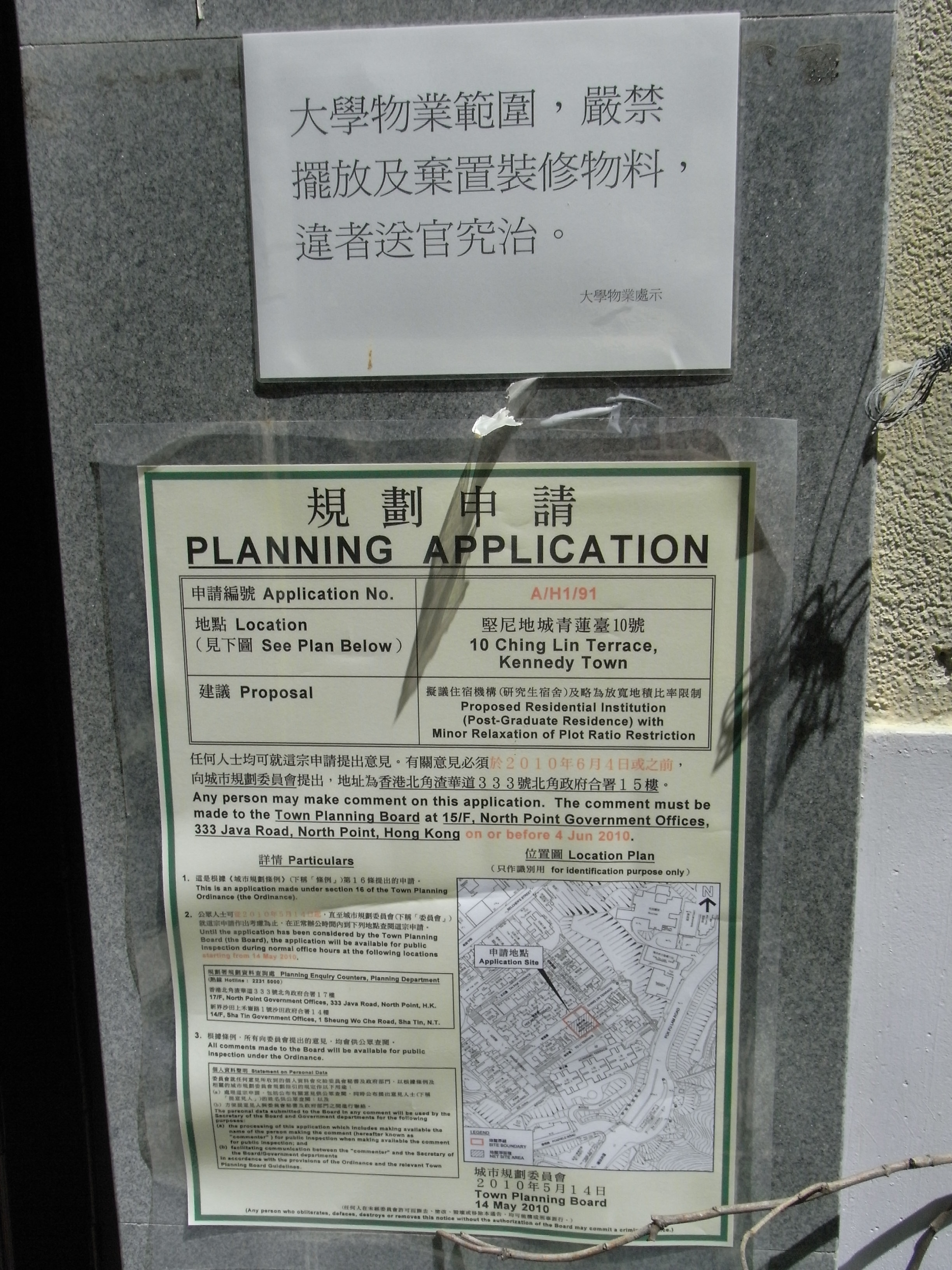
城市規劃委員會的公告之一

城市規劃委員會（英語：Town Planning Board），簡稱城規會，是香港法定機構之一，根據香港法例第131章《城市規劃條例》第2條改組，負責有系統地擬備香港某些地區的布局設計及適宜在該等地區內建立的建築物類型的草圖（即分區計劃大綱圖及發展審批地區圖），以促進社區的衞生、安全、便利及一般福利。按照《城市規劃規例》的規定，城市規劃委員會須考慮根據條例第12A條提出的修訂圖則申請、根據條例第16條提出的規劃許可申請及根據條例第16A條提出的修訂規劃許可申請；以及須根據條例第17條對城規會本身就第16條及16A條申請所作的決定進行覆核，也可以指示規劃署署長擬備圖則或藍圖，以便執行條例所訂明的職能。規劃署是城市規劃委員會的執行機構。

## 主要職責
城市規劃委員會以地區因素為依據擬備新草圖(即分區計劃大綱草圖及發展審批地區草圖)，並展示草圖供公眾查閱再向行政長官會同行政會議呈交草圖，同時也可以批准總綱發展藍圖及其後所作的修訂及指定發展審批地區。委員會會有系統地擬備香港行政長官所指示的香港某些地區的佈局設計，以及適宜在該等地區內建立的建築物類型的圖則，並在考慮完成後，將草圖交回政府以作出最後決定。城規會的決定涉及土地資源分配廣泛，由社區內的規劃申請、新市鎮建設，都與市民息息相關。根據城市規劃條例第12A條及第16條，城市規劃委員會會處理規劃許可申請和修訂圖則申請，以及根據第16A條處理對先前根據第16、17或17B條批給的許可作出B類修訂的申請及第17條對覆核申請作出考慮和決定。

## 城市規劃委員會的結構
城市規劃委員會由發展局常任秘書長(規劃及地政)出任主席，由一名非官方委員出任副主席，另有五名官方委員（規劃署署長、運輸及房屋局副秘書長(運輸)1、民政事務總署署長、環境保護署署長和地政總署署長，以及28名非官方委員。城規會秘書由規劃署副署長(地區)擔任，並由規劃署指派職員在城規會會議上提供協助。城規會全體委員皆由行政長官根據條例第2(1)條委任，而該等委任會在香港特別行政區政府憲報公布。條例沒有規定任期長短，但通常為期兩年。全部非官方委員均以個人身分獲得委任，而並非以所屬組織的代表身分獲得委任。行政長官可重新委任任何任期屆滿的委員。

### 規劃小組委員會
由於法定規劃的管轄地域和涵蓋範圍擴展至市區以外地區，城規會為應付增加的工作量於1991年7月成立了都會規劃小組委員會和鄉郊及新市鎮規劃小組委員會，並上述權力及職能轉授予兩個規劃小組委員會，但實際上，這些權力及職能通常仍由城規會行使。兩個規劃小組委員會由規劃署署長出任主席、一名非官方委員出任副主席、四名官方委員(現為運輸及房屋局副秘書長(運輸)1、民政事務總署署長、環境保護署署長和地政總署署長，而都會規劃小組委員會和鄉郊及新市鎮規劃小組委員會各另設有14名非官方委員。與城規會的運作一樣，規劃署副署長／地區擔任兩個規劃小組委員會的秘書，並由規劃署指派職員在規劃小組委員會會議上提供協助。

### 申述聆訊小組委員會
城規會可委出由其委員組成的申述聆訊小組委員會，以按照規定，在圖則展示期屆滿後九個月內，完成對申述／進一步申述作出考慮及向行政長官會同行政會議呈交草圖。每一個委出的聆訊委員會，通常會專責處理一份草圖。聆訊委員會會根據條例第6B至6H條，行使城規會的權力和執行其職能。倘草圖涉及全港的重大利益或會引起公眾的廣泛關注，城規會可決定由城規會本身進行聆訊。聆訊委員會的委員通常由城規會委員輪流出任，但有潛在利益衝突的委員不會獲委任，而擁有與申述事項有關的專門知識的委員，則可能會獲委任。

### 歷任主席
城市規劃委員會主席由香港政府委任發展局常任秘書長（規劃及地政）擔任。
- 林鄭月娥（2003年－2004年）
- 劉吳惠蘭（2004年－2007年）
- 楊立門（2007年－2009年）
- 周達明（2009年－2015年）
- 黃偉綸（2015年－2017年）
- 甯漢豪（2017年7月-2022年6月）
  - 丘卓恆（副秘書長署任）（2022年7月-11月13日）
- 何珮玲 （2022年11月14日-）

## 爭議

### 委員權力有限
負責審核全港城市規劃項目的城規會，並沒有權力就住宅和商業用地發展項目的詳細設計提出意見或反對。除了綜合發展區用地，城規會只負責審批地區發展項目的規劃大綱，並不包括建築的詳細設計，因此沒有權力監察座落住宅和商業用地的建築物内部佈局。古蹟保育的評級機制沒有法定效力和保障，城規會的高度和土地用途限制，往往成為保育和限制重建的唯一保護網。負責保育郊野政策的郊野公園及海岸公園委員會沒有公眾參與平台，綠化帶也沒有無完善機制保育，讓城規會變成民間抗議發展的唯一場地。同時近年城規會在處理重大爭議的申請時均收到過千份意見或申述，審批的決定也有可能面臨司法挑戰，然而卻沒有司法和立法般完善的機制和資源。

### 決策多次面臨司法挑戰
自2011年以來，有8份分區計劃大綱圖被法庭命令擱置執行呈交行政長官會同行政會議核准的程序，截至2016年2月底，已擱置20至55個月不等，意味有關大綱圖遭凍結，部分個案更連帶令政府擬提出的改劃及發展無法落實。該8張大綱圖分別是中區（擴展部分）、銅鑼灣、灣仔、堅尼地城及摩星嶺、旺角、油麻地、牛頭角及九龍灣，以及葵涌區，大部分個案涉及高度限制爭議，引起業主、發展商不滿而入稟興訴。同珍集團2013年就城規會為《葵涌分區規劃大綱圖》葵涌昌榮路醬油廠高度限制決定提司法覆核，令大綱圖內改劃新葵街及大窩口道作公營房屋發展項目的計劃遭到凍結。位於《旺角分區規劃大綱圖》內的前旺角街市、新填地街322及324號、豉油街與上海街交界住宅地皮，曾經納入2013年的賣地計劃內，但由於大綱圖長期因司法挑戰遭凍結，而最終有關用地亦被剔出。因此，假如司法覆核進入法律程序，法院將會頒布命令暫時擱置提交分區計劃大綱草圖予行政長官會同行政會議批准，直至相關司法覆核個案獲得裁決，同時也會影響政府推出房屋及商業用地的計劃。

### 會議時間冗長
前地政署署長劉勵超曾指出城規會會議冗長，常會早上9時開會至晚上12時，會議更曾試過可延至早上2時，對委員是身心的煎熬。地產建設商會在2010年就城規會制定的旺角、牛頭角與九龍灣、灣仔及油麻地的分區計劃大綱圖作司法覆核時，法官判詞亦指會議又長又沒有小休，委員只有很少時間消化資料，加上會議冗長，令人失去專注力，構成程序不公。城規會轄下的鄉郊及新市鎮規劃小組審批大量丁屋和臨時用途佔去大量時間，瑣碎的個案阻礙城規會審議的過程和資源。

### 忽視屏風樓、插针樓問題
近年，極具爭議性的屏風樓問題、公共空間及舊區重建問題一直受到各界關注，惟城規會委員作決定時，主要是參考政府部門的立場，並非考慮市民意見。香港環境保護團體環保觸覺主席譚凱邦曾經表示，護與香港政府對城市規劃委員會監管不足及後者的規劃失當有關。

### 成員欠代表性及透明度
城規會大會和小組都是由官員出任主席，成員全由特首委任，公眾無權參與選擇或反對委員名單。以2000年為例，45名城規委員中，有23人來自地產商、商界、建築工程界，即剛逾全體成員一半，成員包括嘉華呂耀東、船王包玉剛長女蘇包陪慶和前香港總商會主席鄭維志等。因此被市民批評城規會沒有代表民意，應找一些真正代表市民的人士出任成員，推動民主化。

### 決策階段閉門審議
按照城市規劃條例第2C條，城規會或其轄下任何小組委員會的會議須向公眾人士開放。當城規會為規劃申請進行決策時，會議並不公開，公眾不知道表決過程及委員取態。

## 外部連結
- 城市規劃委員會（页面存档备份，存于）